# 28 февруари
28 февруари е 59-ият ден в годината според григорианския календар. Остават 306 дни до края на годината (307 през високосна).

## Събития
- 364 г. – Валентиниан I е избран за римски император.
- 1799 г. – Официално е утвърден като град Бърлингтън (Масачузетс).
- 1813 г. – Битка при Лайпциг: В Калиш е сключен съюз между Русия и Прусия, насочен срещу Франция.
- 1838 г. – Обявена е независимостта на Долна (Френска) Канада, дн. Квебек.
- 1838 г. – Създаден е окръг Пойнсет в щата Арканзас, САЩ.
- 1839 г. – Създаден е окръг Джърси в щата Илинойс, САЩ.
- 1872 г. – Видинският митрополит Антим I е избран за първи екзарх на Българската екзархия.
- 1884 г. – Създаден е Военноморския духов оркестър.
- 1895 г. – Създаден е първият градски парк от европейски тип в България Аязмото в Стара Загора.
- 1897 г. – Последният монарх на Мадагаскар – кралица Ранавалона III е екстрадирана на остров Реюнион и Мадагаскар е превърнат във френска колония.
- 1904 г. – Основан е спортен клуб Бенфика Лисабон.
- 1908 г. – Овдовелият български княз Фердинанд I сключва втори брак – с принцеса Елеонора фон Ройс-Кьостриц.
- 1909 г. – За първи път е отбелязан Международен ден на жената – в САЩ от бившата социалистическа партия в страната.
- 1922 г. – Обединеното кралство приема независимостта на Египет.
- 1925 г. – В Турция, кюрдите въстават срещу правителството.

- 1943 г. – Втората световна война: Британски самолети бомбардират Берлин през деня.
- 1947 г. – В Тайван започва 40-годишен период на бял терор, станал причина за смъртта на около 140 хил. души – през 1995 г. денят е обявен за Ден в памет на жертвите.
- 1948 г. – Последните британски войски се изтеглят от Индия.
- 1948 г. – Сформирана е израелската пехотна бригада Голани, известна още и като Бригада № 1.
- 1959 г. – Направен е първият успешен полет от поредицата от американски орбитални ракети носители Тор-Аджена с извеждането на Дискавърър 1.
- 1960 г. – Закрити са 8-те зимни олимпийски игри в Скуо Вали, Калифорния, САЩ.
- 1966 г. – Край село Павел пада малък метеорит (около 2 – 3 kg). Това е най-големият метеорит, паднал в България.
- 1968 г. – Основан е град Ауровил.
- 1969 г. – Състои се премиерата на българския игрален драматичен филм Танго.
- 1972 г. – Създадена е Автономна област Южен Судан.
- 1974 г. – След седем годишно прекъсване САЩ и Египет възстановяват дипломатическите си отношения.
- 1975 г. – При влакова катастрофа в Лондонското метро загиват 43 души, 20 са ранени.
- 1978 г. – Отворен е за посещение Пантеонът на Възрожденците в Русе.
- 1986 г. – Подписан е Единният европейски акт в Хага.
- 1988 г. – Закрити са 15-те зимни олимпийски игри в Калгари, Канада.
- 1991 г. – Обявен е краят на първата война в Залива.
- 1994 г. – ЮАР предоставя контрола на анклава Уолфиш Бей на Намибия.
- 1998 г. – Косовска война: Започва конфликтът между албанските сепарати от АОК и югославските сили за сигурност.
- 2000 г. – Групата „Oasis“ издават своя 4-ти самостоятелен албум Standing On The Shoulder Of Giants.
- 2004 г. – Над 1 млн. тайванци се включват в демонстрацията, наречена 228 ръка за ръка, образувайки 500-километрова жива верига в памет на жертвите от 40-годишния период на бял терор в страната.
- 2008 г. – Избухва Пожарът във влака София – Кардам, при който загиват 9 пътници.
- 2010 г. – Закрити са 21-те зимни олимпийски игри във Ванкувър, Канада.

## Родени
- 1518 г. – Франсоа III, френски дофин († 1536 г.)
- 1533 г. – Мишел дьо Монтен, френски писател († 1592 г.)
- 1683 г. – Рене-Антоан Реомюр, френски естествоизпитател († 1757 г.)
- 1690 г. – Алексей Петрович, руски цар († 1718 г.)
- 1712 г. – Луи-Жозеф дьо Монкалм, френски военачалник († 1759 г.)
- 1792 г. – Карл Ернст фон Баер, руски естественик († 1876 г.)
- 1820 г. – Илайша Кент Кейн, американски лейтенант († 1857 г.)
- 1823 г. – Ернест Ренан, френски писател († 1892 г.)
- 1840 г. – Анри Дюверие, френски пътешественик († 1892 г.)
- 1841 г. – Муне-Сюли, френски артист († 1916 г.)
- 1859 г. – Вълко Велчев, български генерал († 1935 г.)
- 1867 г. – Александър Протогеров, български генерал († 1928 г.)
- 1873 г. – Жорж Тьони, белгийски политик († 1966 г.)
- 1875 г. – Тодор Попантов, български революционер († 1954 г.)
- 1878 г. – Стефан Ангелов, български лекар († 1964 г.)
- 1880 г. – Тодор Страшимиров, български политик († 1925 г.)
- 1882 г. – Херберт Зилберер, австрийски психоаналитик († 1923 г.)
- 1885 г. – Лалю Метев, български индустриалец († 1957 г.)
- 1886 г. – Макс Фасмер, германски лингвист († 1962 г.)
- 1893 г. – Иван Васильов, български архитект († 1979 г.)
- 1894 г. – Бен Хехт, американски драматург († 1964 г.)
- 1895 г. – Вадим Лазаркевич, руски художник († 1963 г.)
- 1895 г. – Марсел Паньол, френски писател († 1974 г.)
- 1898 г. – Лили Рубичек-Пелер, австро-американски педагог († 1966 г.)
- 1898 г. – Франц Беке, германски офицер († 1978 г.)
- 1901 г. – Лайнъс Полинг, американски химик, Нобелов лауреат през 1954, Нобелов лауреат през 1962 († 1994 г.)
- 1903 г. – Винсънт Минели, американски филмов режисьор († 1986 г.)
- 1907 г. – Емилиян Станев, български писател († 1979 г.)
- 1912 г. – Клара Петачи, метреса на Мусолини († 1945 г.)
- 1913 г. – Петко Абаджиев, български художник († 2004 г.)
- 1913 г. – Франтишек Шорм, чешки химик († 1980 г.)
- 1915 г. – Питър Медауар, английски биолог, Нобелов лауреат († 1987 г.)
- 1919 г. – Цанко Кильовски, български офицер († 1976 г.)
- 1922 г. – Юрий Лотман, руски семиотик († 1993 г.)
- 1923 г. – Илия Темков, български диригент († 2002 г.)
- 1929 г. – Франк Гери, американски архитект
- 1930 г. – Лион Купър, американски физик, Нобелов лауреат през 1972 г.
- 1932 г. – Джоко Росич, български актьор († 2014 г.)
- 1937 г. – Иван Николов, български писател († 1991 г.)
- 1938 г. – Никола Спиридонов, български шахматист
- 1939 г. – Даниъл Ци, американски физик, Нобелов лауреат през 1998 г.
- 1940 г. – Марио Андрети, италиано-американски пилот от Формула 1
- 1941 г. – Андрю Росос, канадски историк
- 1942 г. – Дино Дзоф, италиански футболист
- 1943 г. – Ханс Дейкстал, нидерландски политик († 2010 г.)
- 1944 г. – Сеп Майер, германски футболен вратар
- 1946 г. – Стоян Цанев, български художник († 2019 г.)
- 1947 г. – Лена Крун, финландска писателка
- 1947 г. – Янаки Петров (Чичо Чичопей), български поет († 1999 г.)
- 1948 г. – Стивън Чу, американски физик, Нобелов лауреат през 1997 г.
- 1950 г. – Хорхе Лазаров, уругвайски музикант († 1989 г.)
- 1952 г. – Чавдар Кънчев, български банкер
- 1963 г. – Пламен Проданов, български футболист
- 1963 г. – Сашо Камбуров, български художник
- 1966 г. – Йоан Крушевско-Демирхисарски, духовник от Северна Македония
- 1972 г. – Гергана Стоянова, българска актриса
- 1979 г. – Иво Карлович, хърватски тенисист
- 1979 г. – Сандер ван Дорн, нидерландски музикант
- 1979 г. – Себастиан Бурде, френски автомобилен състезател
- 1980 г. – Кристиан Поулсен, датски футболист
- 1981 г. – Флоран Сера, френски тенисист
- 1984 г. – Каролина Куркова, чешки топмодел
- 1985 г. – Диего, бразилски футболист
- 1985 г. – Йелена Янкович, сръбска тенисистка
- 1987 г. – Антонио Кандрева, италиански футболист

## Починали
- 1621 г. – Козимо II Медичи, велик херцог на Тоскана (* 1590 г.)
- 1838 г. – Шарл Тевенен, френски художник (* 1764 г.)
- 1869 г. – Алфонс дьо Ламартин, френски поет (* 1790 г.)
- 1887 г. – Димитър Филов, български офицер (* 1846 г.)
- 1916 г. – Хенри Джеймс, американски писател (* 1843 г.)
- 1918 г. – Андон Балтов, български революционер (* 1849 г.)
- 1918 г. – Сардар Ваисов, български владетел (* 1878 г.)
- 1925 г. – Фридрих Еберт, германски политик (* 1871 г.)
- 1936 г. – Иван Пашинов, български офицер (* 1862 г.)
- 1936 г. – Шарл Никол, френски бактериолог, Нобелов лауреат през 1928 г. (* 1866 г.)
- 1941 г. – Алфонсо XIII, крал на Испания (* 1886 г.)
- 1945 г. – Сергей Зернов, съветски зоолог (* 1871 г.)
- 1951 г. – Александър Радославов, български революционер (* 1878 г.)
- 1956 г. – Фридеш Рис, унгарски математик (* 1880 г.)
- 1958 г. – Никола Мавродинов, български учен (* 1904 г.)
- 1959 г. – Максуел Андерсън, американски писател (* 1888 г.)
- 1978 г. – Ерик Франк Ръсел, британски писател фантаст (* 1905 г.)
- 1979 г. – Владимир Христов, български геодезист (* 1902 г.)
- 1985 г. – Дейвид Байрън, британски рок музикант (* 1947 г.)
- 1989 г. – Херман Бургер, швейцарски писател (* 1942 г.)
- 2004 г. – Руслан Гелаев, полеви командир в Чеченската армия (* 1964 г.)
- 2006 г. – Оуен Чембърлейн, американски физик, Нобелов лауреат през 1959 (* 1920 г.)
- 2007 г. – Лий Едингс, американска писателка (* 1937 г.)
- 2008 г. – Рашо Рашев, български историк (* 1943 г.)
- 2013 г. – Доналд Глейзър, американски физик, Нобелов лауреат (* 1926 г.)
- 2018 г. – Динка Русева, българска народна певица (* 1948 г.)

## Празници
- Алжир, Бахрейн, Египет, Йемен, Йордания, Катар, Либия, Мароко, ОАЕ, Оман, Саудитска Арабия, Сирия, Тунис – Ден на учителя (Ден на ислямския учител)